# Списък на кралете на вандалите
Списък на кралете на вандалите
- 331–335: Визимар, крал на хаздингите

- ? – 407: Годигизел
- 407 – 428: Гундерик
- 428 – 477: Гейзерик
- 477 – 484: Хунерик
- 484 – 496: Гунтамунд
- 496 – 523: Тразамунд
- 523 – 530: Хилдерик
- 530 – 534: Гелимер